# Філіпс Конінк
Філіпс Конінк (нід. Philips Koninck, 1619, Амстердам, Нідерланди — 1688, там же) — нідерландський живописець, учень Рембрандта.

## Творчість і доробок
Спеціалізацією Філіпса Конінка був пейзаж, але іноді, як виняток, він брався також за портрети і жанрові картини. Особливо любив зображати панорамні види плоских місцевостей, в дусі свого великого вчителя Рембрандта.
Вірність натурі, майстерність малюнка, теплота і ясність колориту, ретельність виконання — такими були переваги пейзажів Конінка, зразки яких можна побачити в музеях Роттердама, Гааги, Амстердама, Брюсселя, Берліна, Мюнхена, Лос-Анжелеса, Нью-Йорка. З рідкісніших творів цього художника можна вказати на його власний портрет, в галереї Уффіці у Флоренції, «Веселих моряків» у Шверінській картинній галереї, і на «Швачку» — в Ермітажі (Санкт-Петербург).

## Галерея

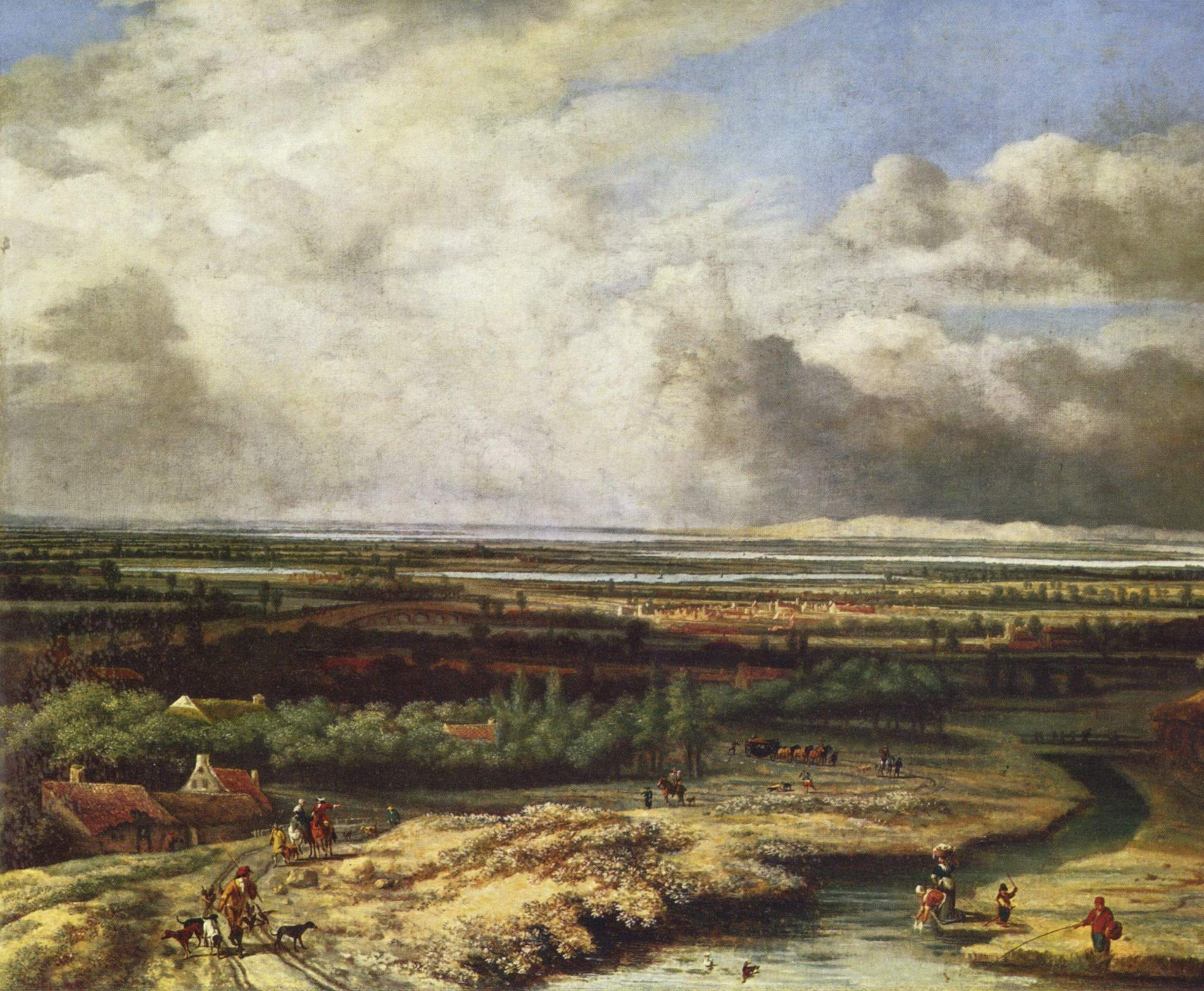
Річковий краєвид з мисливським товариством (бл. 1650), Національна галерея, Лондон
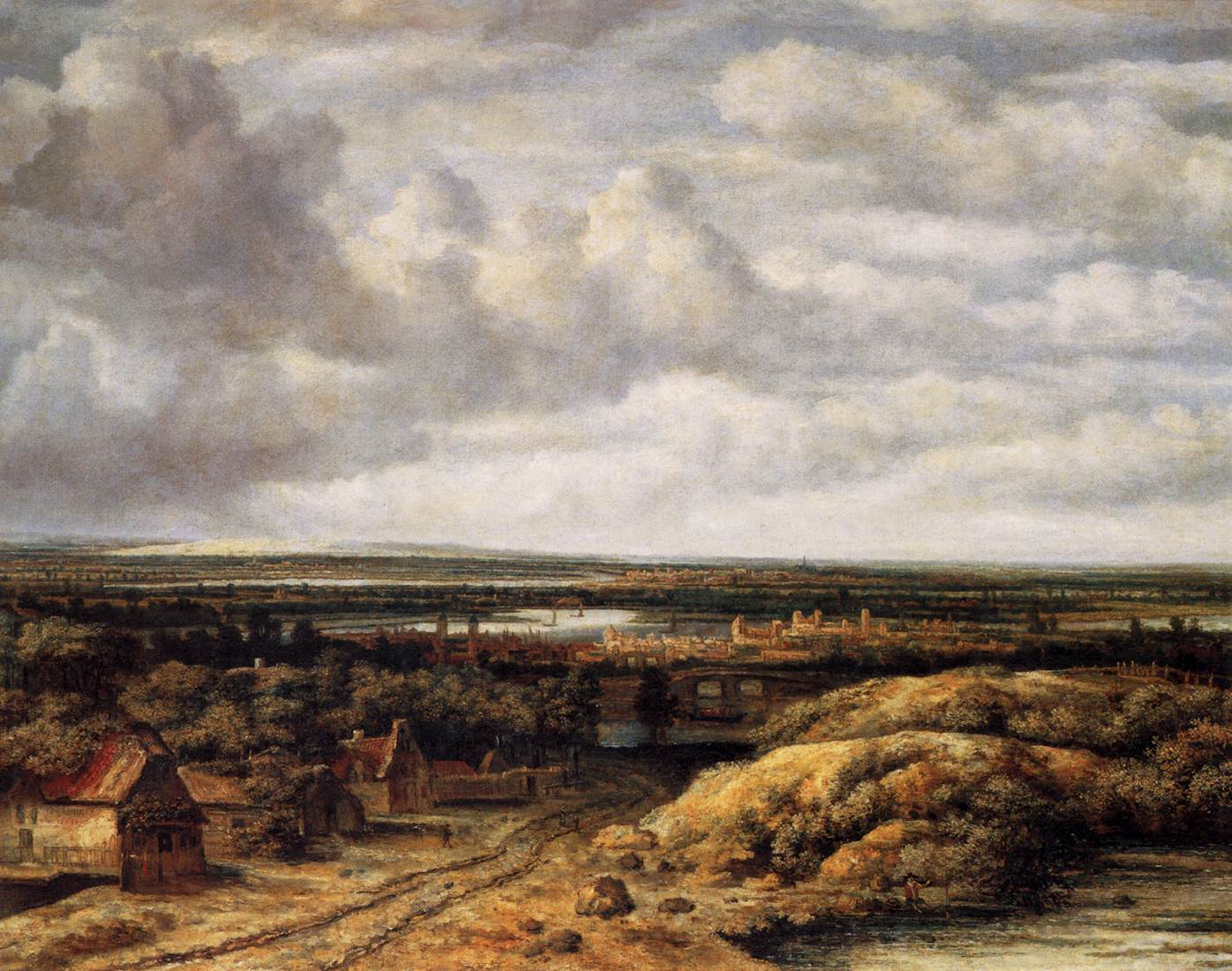
Панорама з селянськими будинками уздовж дороги (1655), Рейксмузей, Амстердам
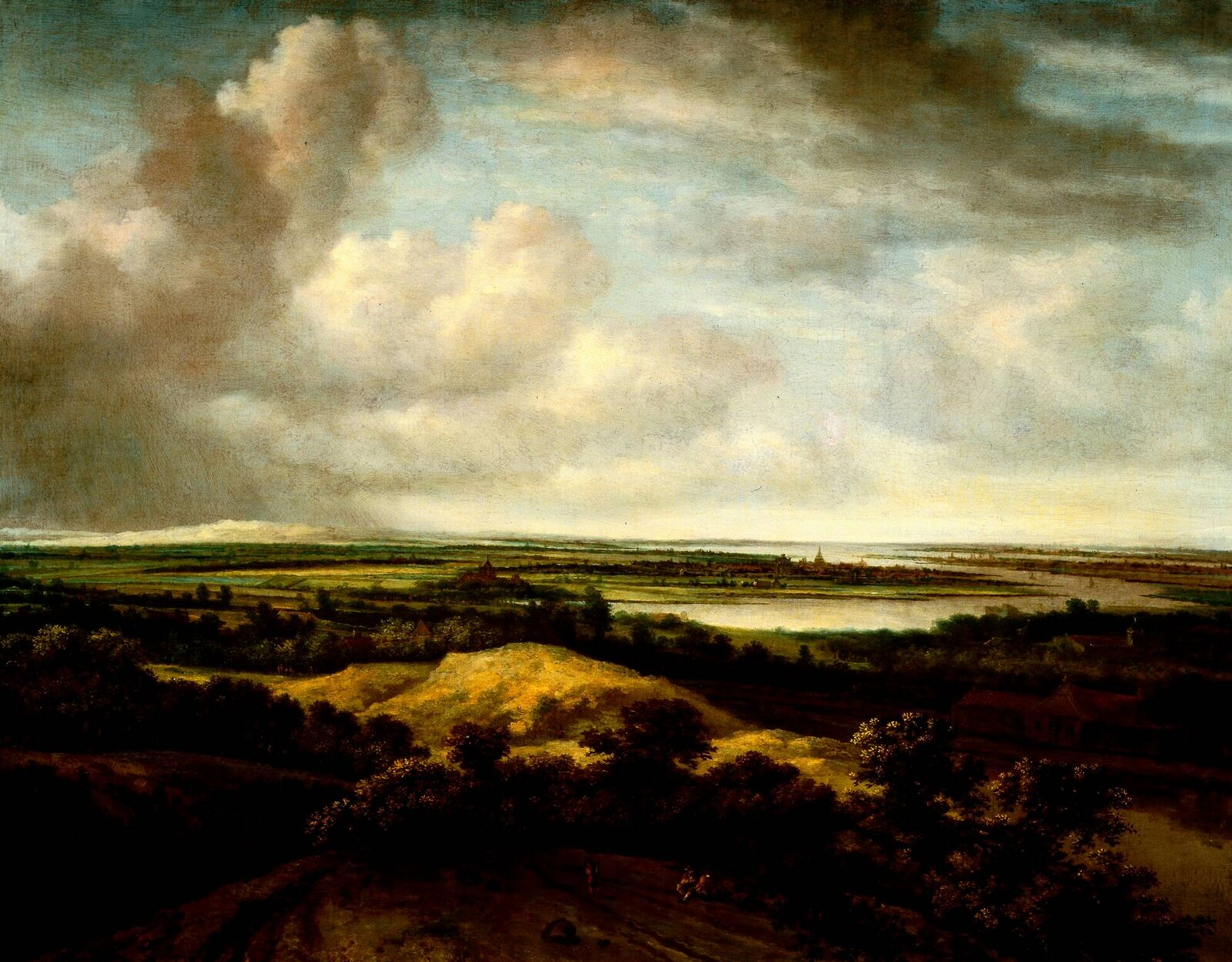
Річковий краєвид з піщаним пагорбом (1664), Музей Бойманс ван Бенінгена, Роттердам
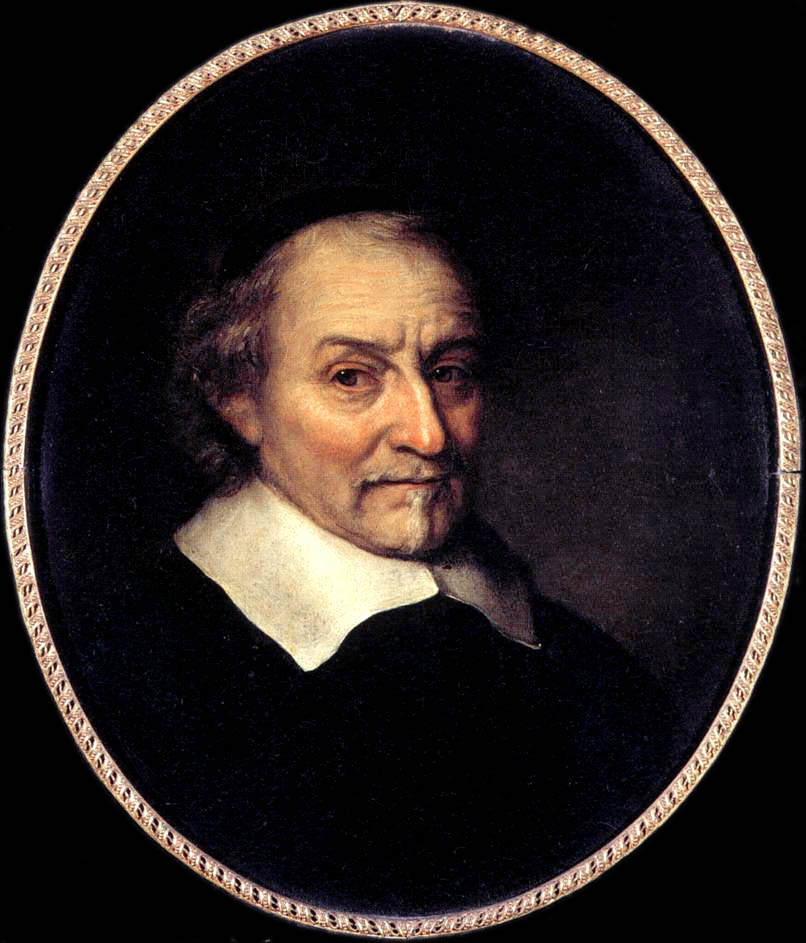
Портрет Йоста ван ден Вондела (1665)